# Astragalus pseudohirsutus
Astragalus pseudohirsutus är en ärtväxtart som beskrevs av Erasmus Iuliu Nyárády. Astragalus pseudohirsutus ingår i släktet vedlar, och familjen ärtväxter. Inga underarter finns listade i Catalogue of Life.